# Thinis
Thinis ou This (égyptien ancien : Tjeni) est le nom de la capitale de l'Égypte antique, pendant la période thinite (3100/2700 AEC).
Thinis est toujours une cité perdue, mais est attestée par les anciens écrits dont ceux de Manéthon de Sebennytos, qui la désigne comme centre de la confédération thinite, fédération tribale dont le chef, Ménès (ou Narmer) a unifié la Haute et la Basse-Égypte et en est devenu son premier souverain. Elle est résidence royale sous la Ire dynastie.
Le déclin de Thinis commence lors de la IIe dynastie quand la capitale est déplacée à Memphis.
Située entre les dynasties concurrentes de Héracléopolis Magna et de Thèbes de la Première Période intermédiaire, ainsi qu'à proximité d'oasis pouvant constituer des enjeux militaires, Thinis continue à avoir une certaine importance pour les ancien et nouvel Empires égyptiens.
Après ce bref répit, Thinis perd sa position de centre régional administratif au cours de la période romaine de l'Égypte.
En raison de son patrimoine antique, Thinis demeure un centre religieux important, abritant la tombe et la momie de la divinité régionale. Dans la cosmologie religieuse de l'ancienne religion égyptienne, dans le livre des morts des Anciens Égyptiens par exemple, Thinis tient un rôle en tant que lieu mythique de l'Au-delà.
Bien que sa localisation précise soit inconnue, un consensus parmi les égyptologues la situe à proximité de l'ancienne Abydos et de la moderne Girga,,. Thinis, aujourd'hui El-Birbèh, est située à vingt kilomètres au nord d'Abydos, en Moyenne-Égypte.

## Nom et situation
| V13 · N35 | O49 |

| V13 · N35 | O49 |

| V13 · N35 | O49 |

| V13 · N35 | O49 |

| V13 · N35 | M17 | O49 |

| V13 · N35 | M17 | O49 |

| V13 · N35 | M17 | O49 |

| V13 · N35 | M17 | O49 |

Le nom de Thinis vient de l'utilisation par Manéthon de Sebennytos de l'adjectif thinite pour décrire le pharaon Ménès.
Bien qu'il n'existe aucun correspondant à Thinis en grec ancien, il s'est imposé et reste utilisé par les égyptologues,. This est aussi utilisé.
En corrigeant un passage de Hellanicos du Ve siècle avant notre ère, Jörgen Zoega modifie Τίνδων όνομα en Θιν δε οι όνομα. Gaston Maspero pense que cela révèle le nom de Thinis et donne une indication géographique dans le même passage επιποταμίη (français : sur la rivière). Gaston Maspero utilise ce détail supplémentaire à l'appui de sa théorie, soutenue par Jean-François Champollion et Nestor L'Hôte, pour identifier Thinis avec la moderne Girga ou peut-être la ville voisine de El-Birba.
D'autres endroits ont été proposées comme localisation de Thinis : Kom el-Sultan pour Auguste Mariette, fondateur et directeur du Musée égyptien du Caire ; El-Tineh, près de Berdis pour Heinrich Karl Brugsch, Johannes Dümichen.
Une grande partie des égyptologues continuent à localiser Thinis à proximité de Girga,,, ou de El-Birba (où une inscription sur un fragment de statue mentionnant Thinis aurait été trouvée).

## Histoire

### Période prédynastique et dynastie 0
Bien que le site archéologique de Thinis n'ait jamais été localisé, des preuves d'occupation dans la région d'Abydos-Thinis datent du IVe millénaire avant notre ère,.
L'histoire et les fonctions d'Abydos ne peuvent être comprises sans référence à Thinis. En effet, au début de son histoire, la ville d'Abydos abandonne son rôle politique au profit de Thinis, même si elle continue à jouer un rôle religieux important.
Le rôle de Thinis comme centre de la confédération thinite (ou dynastie 0) et pendant la période thinite (particulièrement la Ire et IIe dynasties) est attesté par Manéthon de Sebennytos, et selon Richard H. Wilkinson, semble être confirmé par les tombes royales d'Abydos des Ire et IIe dynasties, dans la principale nécropole régionale. Thinis est la toute première capitale de l'Égypte unifiée. 
Thinis est le plus ancien site royal de rites funéraires en Égypte.

### Ancien Empire et Première Période Intermédiaire

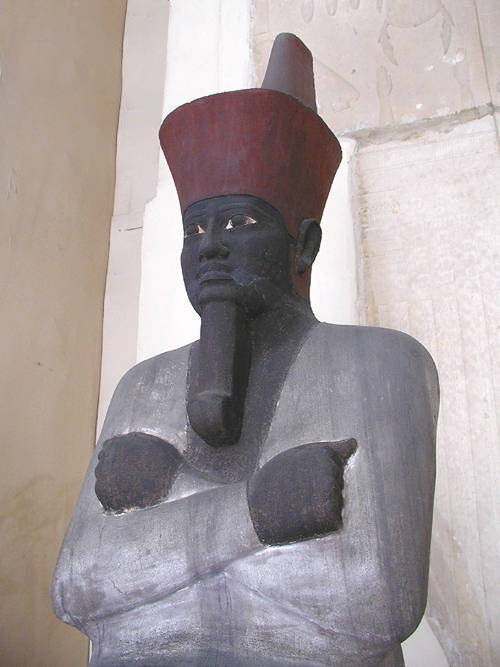
Montouhotep II, pharaon de la de Thèbes, qui soumet finalement Thinis à Thèbes durant la campagne de réunification.

L'importance de Thinis semble avoir été de courte durée : le rôle politique national de Thinis a certainement pris fin au début de la IIIe dynastie (vers 2686 avant notre ère), lorsque Memphis est devenu le principal centre religieux et politique.
Cependant, Thinis conserve une importance régionale : durant la Ve dynastie, elle est probablement le siège du surveillant de la Haute-Égypte, un fonctionnaire de l'administration ayant la responsabilité du sud de la vallée du Nil et du delta du Nil et durant l'Égypte antique, capitale éponyme du nome VIII de la Haute-Égypte (nome de la Grande Terre) et siège de son nomarque.
Durant les guerres de la Première Période intermédiaire, Ânkhtyfy, nomarque de Nekhen, demande la reconnaissance de son suzerain du titre de surveillant de la Haute-Égypte de Thinis. Quoique les murs de la ville, cités dans l'autobiographie de Ânkhtyfy, semblent avoir laissé Ânkhtyfy capable d'une seule démonstration de force, il semble avoir acheté la neutralité de Thinis avec des céréales.
Après la mort d'Ânkhtyfy, Thinis est le nome le plus septentrional à tomber sous l'emprise de Antef II, pharaon de Thèbes, de la XIe dynastie,.
La progression des armées thébaines est arrêtée par Khéty III, pharaon de Héracléopolis Magna, de la IXe dynastie, lors de la bataille de Thanis, telle qu'elle est racontée dans l'Enseignement pour Mérikarê. Durant les dernières années d'Antef II, la guerre contre Héracléopolis et ses alliés, les nomarques d'Assiout, se continue dans le pays entre Thinis et Assiout.
Comme Thèbes reprend la main, Montouhotep II, dans sa campagne de réunification, prend Thinis, alors en pleine révolte, peut-être à l'instigation de Héracléopolis, et certainement avec l'aide d'une armée sous le commandement du nomarque d'Assiout, la maintient sous son contrôle.
Durant la Deuxième Période intermédiaire, Thinis connaît peut-être une résurgence d'autonomie : Kim Steven Bardrum Ryholt suggère que la dynastie royale d'Abydos pourrait être appelée dynastie thinite, car en tout état de cause, le siège de la royauté est probablement à Thinis.

### Nouvel Empire et Basse époque
Le déclin constant de la cité semble marquer une brève pause durant la XVIIIe dynastie (1550 à 1292 avant notre ère), quand Thinis retrouve une certaine prééminence appréciable grâce à ses relations géographiques avec diverses oasis présentant une importance stratégique.
La fonction de gouverneur de Thinis est certainement occupée par plusieurs personnalités notables du Nouvel Empire : Satepihu qui a participé à la construction de l'obélisque d'Hatchepsout et a été lui-même l'objet d'une statue cube ; le héraut Intef, membre indispensable de la maison royale et compagnon de voyage de Thoutmôsis III, ; et Min, professeur du prince Amenhotep III.
Néanmoins, Thinis décline jusqu'à devenir une implantation de petite importance pendant la Basse époque. La référence trompeuse d'une stèle assyrienne du VIIe siècle avant notre ère concernant Nespamedu, roi de Thinis est seulement le reflet de l'ignorance de la subtilité de la hiérarchie politique égyptienne.
Pendant la période romaine de l'Égypte, Thinis est supplantée comme capitale du nome par Ptolémaïs, peut-être même dès la fondation de cette cité par Ptolémée Ier.

## Religion

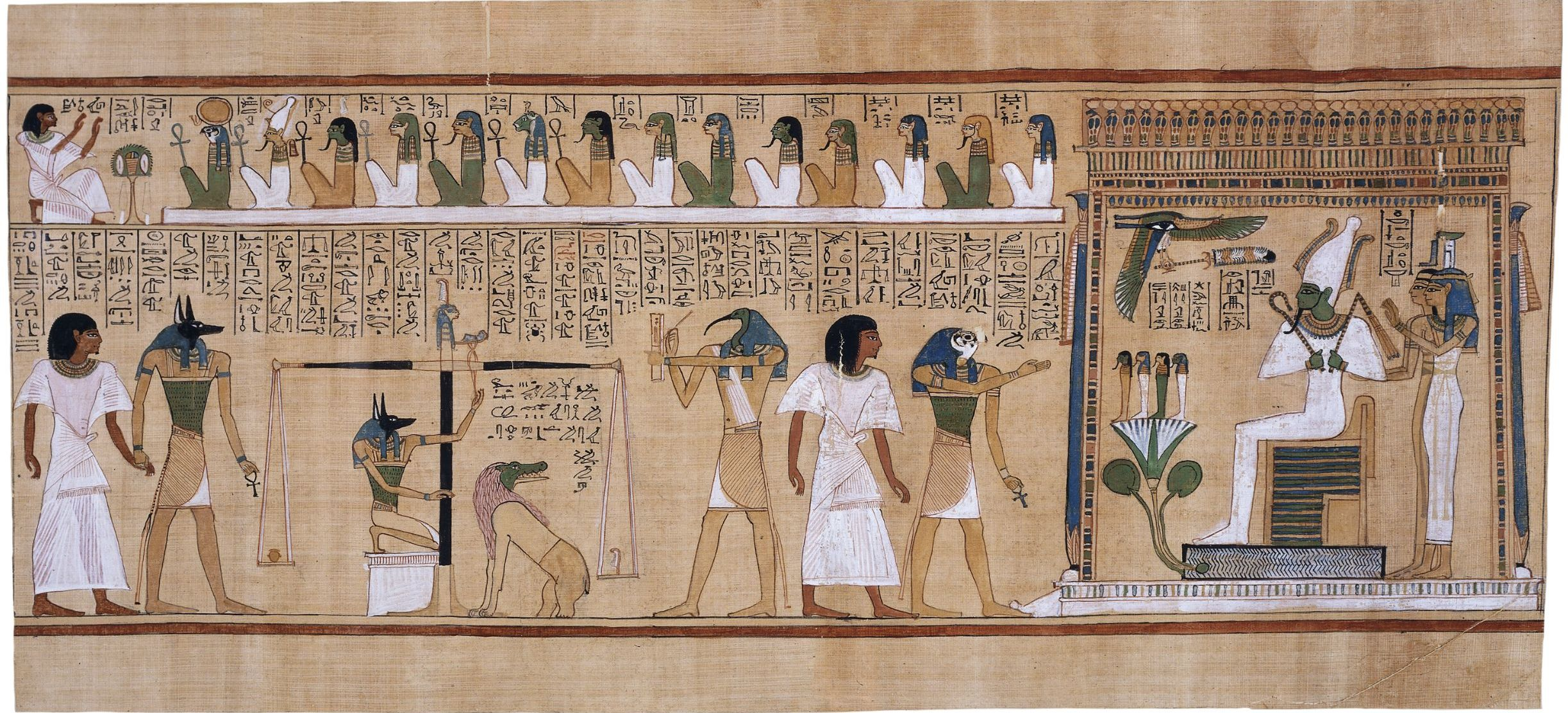
Une scène du Livre des morts des Anciens Égyptiens (Osiris est assis à droite).

Dans chaque nome demeure la tombe et la momie de son dieu tutélaire. Thinis abrite le temple et le dernier lieu de repos d'Anhour dont une des épithètes est taureau de Thinis, vénéré après sa mort, assimilé à Khentamentiou et qui, en tant que dieu tutélaire, a été placé à la tête de l'Ennéade locale.
Le haut prêtre du temple d'Anhour à Thinis est appelé premier prophète ou chef des voyants, , un titre dans lequel Maspero propose de voir un reflet du déclin de Thinis dans le statut de cité.
Un des chefs des voyants, Anhourmose, mort pendant le règne de Mérenptah, rompt avec la tradition de ses prédécesseurs du Nouvel Empire qui se faisaient enterrer à Abydos et demande à être inhumé à Thinis.
Le dieu-lion Mehit, est aussi vénéré à Thinis,. La restauration de son temple durant le règne de Mérenptah est due probablement à Anhourmose.
Il semble que la succession au poste de chef des voyants d'Anhour soit héréditaire : durant la XIe dynastie, un Hagi succède à son frère ainé, appelé aussi Hagi et à leur père à ce poste ; et durant le Nouvel Empire, Parennefer transmet son poste sacerdotal à son fils, Hori.
Dans la cosmologie religieuse de l'ancienne Égypte, Thinis tient un rôle comme endroit mythique de l'Au-delà. En particulier, comme indiqué dans le Livre des morts des Anciens Égyptiens, sa signification eschatologique peut être vu dans certains rituels : quand le dieu Osiris triomphe, il fait une référence à Thinis, qui est plus probablement la Thinis céleste plutôt que la cité terrestre.

## Sources
- (en) Cet article est partiellement ou en totalité issu de l’article de Wikipédia en anglais intitulé « Thinis » (voir la liste des auteurs).